# Wendy Glenn
Pour les articles homonymes, voir Glenn.
Wendy Glenn est une actrice de cinéma et de télévision britannique.

## Biographie
Sa sœur Samantha est également actrice.

## Filmographie

### Cinéma
- 2009 : Mercy : Mercy Bennett
- 2010 : Champion (court-métrage) : Sarah
- 2010 : Waking Madison : Angel
- 2011 : Eleven : Sadie
- 2012 : And If Tomorrow... (court-métrage) : Madeline
- 2013 : You're Next : Zee
- 2013 : 500 Miles North : Sassy

### Télévision
- 1994 : The Disney Club : Host
- 1996 : Der Blinde (téléfilm)
- 1998 : Sister Said : Wendy
- 1999-2000 :  Hollyoaks : Nikki Sullivan
- 2004 : Dead Like Me : l'amie de Kyle
- 2005-2006 : Reunion : Pascale
- 2008 : Les Experts : Miami : Christina Dodd
- 2008 : Without a Trace : Sara Kent
- 2008 : The L Word : Isabella / Beva / Bev
- 2008 : The Governor's Wife (téléfilm) : Mandy Paulson
- 2008 : Murder 101: New Age (téléfilm) : Jasmine Celestine
- 2009 : Melrose Place : Melissa Saks
- 2009 : Nip/Tuck : Giselle Blaylock
- 2009 : Les Experts : Darcy Farrell
- 2010 : Human Target : Susan Connors
- 2010 : Night and Day (téléfilm) : Skye
- 2011 : The Trivial Pursuits of Arthur Banks : Annette